# Brachydiastematherium
Brachydiastematherium ist ein ausgestorbener Vertreter der Brontotherien, der im Oberen Eozän vor 38 bis 34 Millionen Jahren lebte. Er stellt einen der sehr seltenen Nachweise dieser Unpaarhufergruppe in Europa dar und wurde in Siebenbürgen in Rumänien entdeckt. Bis heute sind nur sehr wenige Funde entdeckt worden, weswegen über das Aussehen des Tieres nur wenig bekannt ist. Allerdings gehört Brachydiastematherium in die Nähe der modernen und großen Brontotherien Eurasiens.

## Merkmale
Brachydiastematherium stellt einen großen Vertreter der Brontotherien dar, er ist aber nur von sehr wenigen Schädelfragmenten bekannt. Anhand der Größe der Funde kann im Vergleich zu verwandten Tieren eine Schulterhöhe von rund 2 m rekonstruiert werden. Der bedeutendste Fund stellt ein vorderes Unterkieferfragment dar mit vollständig erhaltener vorderer Bezahnung, während am linken Kieferast die Zahnreihe bis zum ersten Molaren, auf dem rechten Ast bis zum zweiten Prämolaren überliefert ist. Die Symphyse des Unterkiefers reichte bis zum vierten Prämolaren und war so sehr ausgedehnt. Die vordere Bezahnung bestand aus jeweils drei Schneidezähnen und dem Eckzahn und formte nur einen leichten Bogen. Die beiden inneren Schneidezähne waren eher klein und spatelförmig, der äußere (I3) deutlich größer und konisch gebaut. Der sich anschließende Eckzahn besaß eine nur kleine Form. Ein Diastema zwischen diesem und dem ersten Prämolaren war nicht ausgebildet, die gesamte Zahnreihe hatte also einen geschlossenen Verlauf. Das hintere Gebiss ist nur unvollständig überliefert, da aber der jeweils erste Prämolar ausgebildet war, ist von einer vollständigen, sieben Backenzähne (4 Prämolare, 3 Molare) umfassenden Zahnreihe auszugehen. Der vorderste Prämolar war mit 2 cm Länge klein und besaß nur einen einzelnen Zahnschmelzhöcker auf der Kauoberfläche. Nach hinten nahm die Backenzahnreihe an Größe zu, die hinteren Prämolaren waren deutlich molarisiert. Der erste Molar wies eine Länge von 5,3 cm auf. Über das weitere Aussehen kann aufgrund des fehlenden Fundmaterials nur spekuliert werden. Ob der Brontotherien-Vertreter ein Horn hatte, ist unbekannt, sein nächster Verwandter Metatitan wies aber eine solche knöcherne Bildung auf, sie war aber eher klein.

## Fundstellen
Nur wenige Funde sind von Brachydiastematherium bekannt. Der Unterkiefer stammt aus rotfarbenen Sandsteinablagerungen der Valea-Nadăşului-Formation bei Andrásháza nahe Radaia nur einige Kilometer westlich von Cluj-Napoca in Siebenbürgen. Die Formation datiert ins Obere Eozän. Der Unterkiefer wurde 1871 entdeckt und fünf Jahre später veröffentlicht. Er stellt den Holotyp der Gattung dar und ist Bestandteil der Sammlung der Universität von Cluj-Napoca, in der sich auch einige zusammen mit ihm aufgefundene, aber unveröffentlichte postcraniale Skelettteile von Brachydiastematherium befinden. Über mehr als ein Jahrhundert waren diese Funde die einzigen Nachweise für diese Brontotherien-Gattung. Neuere Nachweise stammen aus der gleichen Formation bei Morlaca, ebenfalls in der Nähe von Cluj-Napoca, und umfassen isolierte Zähne. Diese neuen Fossilien wurden vergesellschaftet mit Sharamynodon, einem zu den Amynodontidae gehörenden großen Vertreter der Nashornartigen, und mit Eocricetodon, einem frühen europäischen Hamster, aufgefunden.

## Systematik
Die Gattung Brachydiastematherium gehört zur Familie der Brontotheriidae (ursprünglich Titanotheriidae). Die Brontotherien stellen eine ausgestorbene Säugetiergruppe aus der Ordnung der Unpaarhufer dar, die aufgrund des Baus der hinteren Zähne in die Nähe der heutigen Pferde verwiesen wird. Innerhalb der Brontotheriidae ist Brachydiastematherium Mitglied der Unterfamilie der Brontotheriinae und der Zwischentribus der Embolotheriita. Die Tribus Embolotheriita bildete ursprünglich eine eigene Unterfamilie, die Embolotheriinae, die von Henry Fairfield Osborn 1929 einzig für Embolotherium eingeführt worden war. Allerdings verschob Matthew C. Mihlbachler diese im Jahr 2008 auf die Ebene der Zwischentribus. Heute umfassen die Embolotheriita neben Embolotherium auch weitere Gattungen, wie Aktautitan, Metatitan und Gnathotitan, die zumeist eine asiatische Verbreitung besaßen. Sie stehen der Untertribus der Brontotheriita mit Megacerops als Schwestergruppe gegenüber.
Brachydiastematherium gehört zu den wenigen Brontotherien, die in Europa nachgewiesen sind, eine weitere Form ist aus Bulgarien bekannt. Teilweise war die Gattung mit Protitanotherium gleichgesetzt, welches später mit Diplacodon synonymisiert wurde; beide Namen beziehen sich auf mitteleozäne Formen aus Nordamerika.  Allerdings bestehen auch Ähnlichkeiten zu Metatitan, dessen nächster Verwandter Brachydiastematherium darstellt, wobei letzteres sich durch größere und deutlich spatelförmigere Schneidezähne unterscheidet. Die Gattung wurde 1876 von Johann Böckh anhand des Unterkieferfragments aus Andrásháza in Siebenbürgen beschrieben. Mit Brachydiastematherium transylvanicum ist eine einzige Art bekannt. Der Gattungsname Brachydiastematherium setzt sich aus den griechischen Wörtern βραχύς (brachýs „kurz“), διάστημα (diástēma „Zwischenraum“) sowie θηρίον (thēríon „Tier“) ab und bezieht sich auf den nicht vorhandenen Abstand zwischen Eckzahn und ersten Prämolaren. Der Artname transylvanicum ist eine Referenz auf das Fundgebiet.